# یوسف شیلواخ

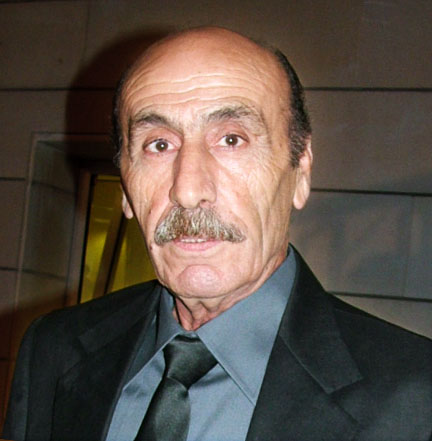
یوسف شیلواخ، ۱۱ اکتبر ۲۰۰۵

یوسف شیلواخ (به عبری: וסף שילוח؛ به فارسی: پیروز یوسفیان) (زادهٔ ۹ ژوئیهٔ ۱۹۴۱ در کردستان، ایران – درگذشتهٔ ۳ ژانویهٔ ۲۰۱۱) یک بازیگر اسرائیلی از نژاد کرد ایرانی بود. او یکی از محبوب‌ترین بازیگران تلویزیون اسرائیل بود و در نقش یهودیان مِزراحی ظاهر می‌شد و برنامهٔ کمدی با تم یهودی فارسی داشت. او همچنین در چندین فیلم بین‌المللی نظیر رمبو ۳ نقش کوتاهی داشت. او در سال ۱۹۴۱ در کردستان ایران به دنیا آمد و در ۹سالگی به‌همراه خانواده‌اش به اسرائیل رفت.
شیلواخ در سال ۲۰۱۱، پس از مدتی طولانی مبارزه با سرطان، درگذشت.